# Ахалольфинги
Ахалольфинги (или Бертольдинги) (Агалольфингеры, Алахольфинги) — род швабских феодальных правителей времён Каролингов и Саксонской династии. Их владения находились в верховьях Неккара и Дуная. Также Ахалольфинги занимали должности в Баварии, Франции, Италии. Они были маркграфами Фриуля и графами Вероны.
Самые известные Ахалольфинги — это швабский пфальцграф Бертольд и его сыновья Эрхангер и Бертольд, казнённые в 917 году, после того, как Эрхангер стал герцогом Швабии и восстановил против себя короля Конрада I. Неясно, в какой родственной связи находились эти поздние Ахалольфинги с другими членами родами.
Дальнейшая судьба рода неясна. Предполагается, что в 973 году мужская линия пресеклась, однако не исключено, что род Церингенов мог быть ветвью Ахалольфингов.

## Семейное древо

### Старшая ветвь
1. Бертольд — граф, в 724 году вместе с алеманнским герцогом Наби основал монастырь Райхенау
  1. Халалольф (Алахольф) († до 776 года) — граф, основатель церкви в Мархталь; ∞ Хильдеберга
    1. Асульф (упоминается в 776 году) — жена — Хильделенда
      1. дочери

    2. Агилольф — граф в Аулаульфисбааре; жена — Теотберга
    3. NN (Кродо; пол не установлен) (упоминается в 769/772) — жена/муж Рагинзинд[а] (Регентствинд[а]) (уп. 769—802), сын или дочь Гермундса фон Паппенхейм
      1. Бертольд († 10 августа 804 или 813/815) — граф Вестбара (786—802), граф Остбара; жена — Герсунда (?—17 ноября 790 или 797), дочь Аскариуса
        1. Кадалох (?—31 октября 819) — маркграф Фриуля (817—819)
          1. Бертольд (?—после 29 июля 826) — граф Остбара с 820
            1. Кадалох (до 880)
              1. Бертольд (841 - 912)
                1. Эрхангер II (?—21.01.917) — пфальцграф Швабии, герцог Швабии с осени 915, жена — Берта (?—917), казнен Конрадом I

        2. Пальдеберт (уп. 790) — женат на неизвестной
          1. Вальдперт

        3. Вахо — граф 805—820; жена — дочь префекта Вернера I
          1. Вернер II (?—ок. 866) — граф в землях между Инном и Венским лесом в 830—865

        4. Ата — монахиня (797)

      2. Вольфин — граф Вероны в 806

### Младшая ветвь
1. Эрхангер I — пфальцграф Швабии и Эльзаса
  1. Рихарда (?—18 сентября 900) — муж (с 862) — Карл III Толстый (839—888), императрица с 881 года, ушла в монастырь с 887 (аббатиса в Андлау[англ.])
  2. Бертольд (Ахалольфинг?) (840—около 897) — пфальцграф Швабии в 880, шурин Карла III Толстого
    1. Кунигунда (ок. 865—7 февраля 915) — браки: 1. (с 885) — Луитпольд Баварский (860—907); 2. (с 911) — Конрад I, император
    2. Бертольд II (?—21.01.917) — граф в Баре, казнён Конрадом I
      1. Адальберт (?—6.02.954) — граф Мархталь,
        1. Бертольд (?—973/977) — герцог Мархталь
        2. Юдифь (?—25.12.?) фон Мархталь — муж — Конрад (?—982), граф Рейнгау и Ортенау (Конрадин)

    3. Эрхангер II (?—21.01.917) — пфальцграф Швабии, герцог Швабии с осени 915, жена — Берта (?—917), казнен Конрадом I